# Lăpuș (gmina)
Lăpuș – gmina w Rumunii, w okręgu Marmarosz. Obejmuje tylko jedną miejscowość Lăpuș. W 2011 roku liczyła 3709 mieszkańców.